# Phalodi
Phalodi è una suddivisione dell'India, classificata come municipality, di 44.756 abitanti, situata nel distretto di Jodhpur, nello stato federato del Rajasthan. In base al numero di abitanti la città rientra nella classe III (da 20.000 a 49.999 persone).

## Geografia fisica
La città è situata a 27° 09' 03 N e 72° 21' 27 E.

## Società

### Evoluzione demografica
Al censimento del 2001 la popolazione di Phalodi assommava a 44.756 persone, delle quali 23.507 maschi e 21.249 femmine. I bambini di età inferiore o uguale ai sei anni assommavano a 7.666, dei quali 3.967 maschi e 3.699 femmine. Infine, coloro che erano in grado di saper almeno leggere e scrivere erano 25.861, dei quali 16.192 maschi e 9.669 femmine.